# Straža pri Raki
Straža pri Raki este o localitate din comuna Krško, Slovenia, cu o populație de 168 de locuitori.